# Трокслер, Игнац Пауль Виталис
Игнац Пауль Виталис Трокслер (нем. Ignaz Paul Vitalis Troxler; 17 августа 1780, Беромюнстер — 6 марта 1866, Арау) — швейцарский врач, философ и политик.

## Биография
Трокслер обучался философии и медицине в Йене и Гёттингене под руководством таких учёных как Гегель и Шеллинг. В Гёттингене получил докторский титул.
В качестве врача начал практиковать в Вене, где подружился с Бетховеном. В 1804 году выходит в свет его труд Об исчезновении заданных предметов в пределах нашего поля зрения (нем. Über das Verschwinden gegebener Gegenstände innerhalb unseres Gesichtskreises), в котором описывается феномен, получивший впоследствии название «эффект Трокслера».
С 1805 года продолжил врачебную карьеру в Люцерне, где стал подвергать частой критике швейцарскую систему здравоохранения. В 1809 году состоялась его свадьба с уроженкой Потсдама Вильгельмине Польборн.
После многочисленных переездов, в 1811 году Трокслер возвращается в Беромюнстер, где публикует сочинение Взгляды на человеческое бытие (нем. Blicke in das Wesen des Menschen), в котором порывает с философией Шеллинга и обращается к антропологии.
В 1815 году представляет Швейцарию на Венском конгрессе.
В 1820 году становится профессором философии и истории в лицее Люцерна, но буквально через год вынужден покинуть свою должность из-за политического давления. После чего основывает институт воспитания в Арау и продолжает врачебную практику.
В 1830 году Трокслер занимает профессорскую должность в Базеле, но уже в 1831 году лишается её, так как вскрывается его участие в разделе швейцарского кантона Базель.
В 1832 году стал участником «Большого совета» кантона Аргау, а в 1834 году профессором Бернского университета, и практиковал вплоть до 1850 года. Последние годы жизни учёного прошли в его поместье в Арау, где он и скончался в 1866 году.
Политически Трокслер являлся ревностным поборником швейцарского единения. В качестве философа следовал он сначала Шеллингу, но с 1834 года повернулся в сторону Якоби.

### Список произведений
- Ideen zur Grundlage der Nosologie und Therapie. (1803)
- Über das Verschwinden gegebener Gegenstände innerhalb unseres Gesichtskreises (1804)
- Elemente der Biosophie. (1806)
- Blicke in das Wesen des Menschen. (1811)
- Naturlehre des menschlichen Erkennens. (1828)
- Logik. 3 тома, (1829)
- Vorlesungen über Philosophie. (1835)